# MAN Lion's Coach
MAN Lion's Coach är en serie turistbussar från MAN Truck & Bus och tillverkad av TRATON. Det är en uppföljare till MAN Lion's Star som ett billigare alternativ.

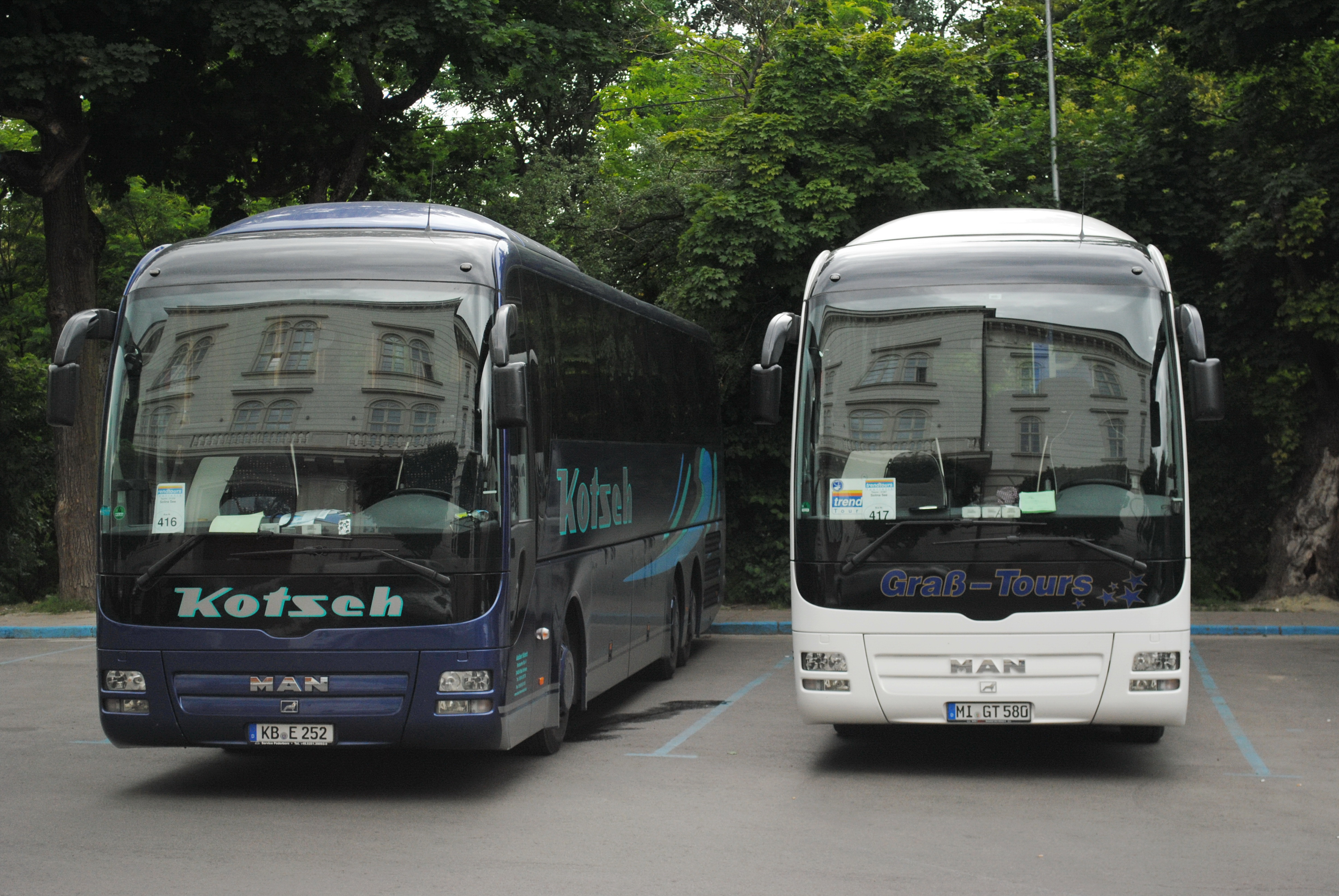
Lion's Coach (andra generationen)

MAN Lion's Coach. Den presenterades först 1996 och var i stort sett baserat på Lion's Star som var MAN:s flaggskeppsbuss. 2012 introducerades en helt ny version med ett nytt utseende. Man uppgraderade även motorn drastiskt och andra generationen fick en uppskattad 500 hästkrafter. 2008 introducerade man ett ansiktslyft på andra generationen. Den tredje generationen presenterades 2017 och i produktion än i dag. 2025 meddelande man att det ska lanseras en helelektriskt variant av tredje generationen vilket gör MAN Truck & Bus till den första leverantören i Europa med en helelektrisk turistbuss.

## Utmärkelser
- 2003 - Red Dot Award
- 2004 - iF Product Design Award
- 2018 - iF Product Design Award
- 2020 - Coach of The Year